# Ескадрені міноносці типу «Палестро»
Ескадрені міноносці типу «Палестро» (італ. Classe Palestro) — серія ескадрених міноносців ВМС Італії 1920-х років.

## Історія створення
Ескадрені міноносці типу «Палестро» були розроблені на верфі «Орладно» у 1915 році на базі створеного раніше есмінця «Аудаче».  
Спочатку було заплановано побудувати 8 кораблів, але через викликані війною нестачу сталі та інших матеріалів заклали лише 4 кораблі. 
Решту 4 кораблі побудували після війни за зміненим варіантом.
Але і будівництво закладених кораблів йшло повільно, і вони вступили у стрій вже у 1920-ті роки.
У 1938 році кораблі були перекласифіковані на міноносці. Загалом ці есмінці вийшли більш вдалими, ніж тип «Індоміто».

## Представники
| Корабель                    | Виготовлювач                                | Закладено            | Спущено              | У строю             | Доля |
| --------------------------- | ------------------------------------------- | -------------------- | -------------------- | ------------------- | --- |
| «Палестро» «Palestro»       | «Cantiere navale fratelli Orlando», Ліворно | 12 квітня 1917 року  | 23 березня 1920 року | 26 січня 1921 року  | Потоплений підводним човном «Осіріс» 22 вересня 1940 року                                                            |
| «Конф'єнца» «Confienza»     | «Cantiere navale fratelli Orlando», Ліворно | 10 березня 1917 року | 18 грудня 1920 року  | 25 квітня 1923 року | Затонув 20 листопада 1940 року після зіткнення з допоміжним крейсером «Capitano A. Cecchi»                           |
| «Сан Мартіно» «San Martino» | «Cantiere navale fratelli Orlando», Ліворно | 30 квітня 1917 року  | 8 вересня 1920 року  | 10 жовтня 1922 року | Захоплений німцями 9 вересня 1943 року Перейменований на «ТА17» Потоплений внаслідок авіанальоту 12 жовтня 1944 року |
| «Сольферіно» «Solferino»    | «Cantiere navale fratelli Orlando», Ліворно | 21 квітня 1917 року  | 28 квітня 1920 року  | 31 жовтня 1921 року | Захоплений німцями 9 вересня 1943 року Перейменований на «ТА18» Потоплений внаслідок авіанальоту 12 жовтня 1944 року |

## Конструкція
Ескадрені міноносці типу «Палестро» мали більші розміри, ніж типу «Індоміто», та дві димові труби замість трьох. Енергетична установка мала потужність 18 000 к.с., що забезпечувало швидкість 32 вузли.
Перед початком Другої світової війни планувалось посилити зенітне озброєння - замість однієї 102-мм гармати та двох 76-мм гармат встановити чотири 20-мм автомати «Breda 20/65 Mod. 1935», але ці плани не вдалось реалізувати.
У 1942 році на «Сан Мартіно» і «Сольферіно» демонтовані дві 102-мм і дві 76-мм гармати, замість них встановлено шість 20-мм автоматів «Breda 20/65 Mod. 1935».